# Судововишнянская городская община
Судововишнянская городская общи́на (укр. Судововишнянська міська громада) — территориальная община в Яворовском районе Львовской области Украины.
Административный центр — город Судовая Вишня.
Население составляет 12 558 человек. Площадь — 144,3 км².

## Населённые пункты
В состав общины входит 1 город (Судовая Вишня) и 18 сёл:
- Долгомостисский старостинский округ — староста Оксана Павлив

1. Долгомостиска
2. Бортятин
3. Княжий Мост
4. Новосельцы

- Дмитровичский старостинский округ — староста Иван Будзин

1. Дмитровичи
2. Волостков
3. Загороды
4. Заречье

- Мокрянский старостинский округ:

1. Малые Мокряны
2. Великие Мокряны
3. Берцы
4. Макунов
5. Шишеровичи

- Дидятичский старостинський округ:

1. Дидятичи
2. Волчищовичи
3. Великая Диброва
4. Малая Диброва
5. Кульматычи